# غرفة التحكم

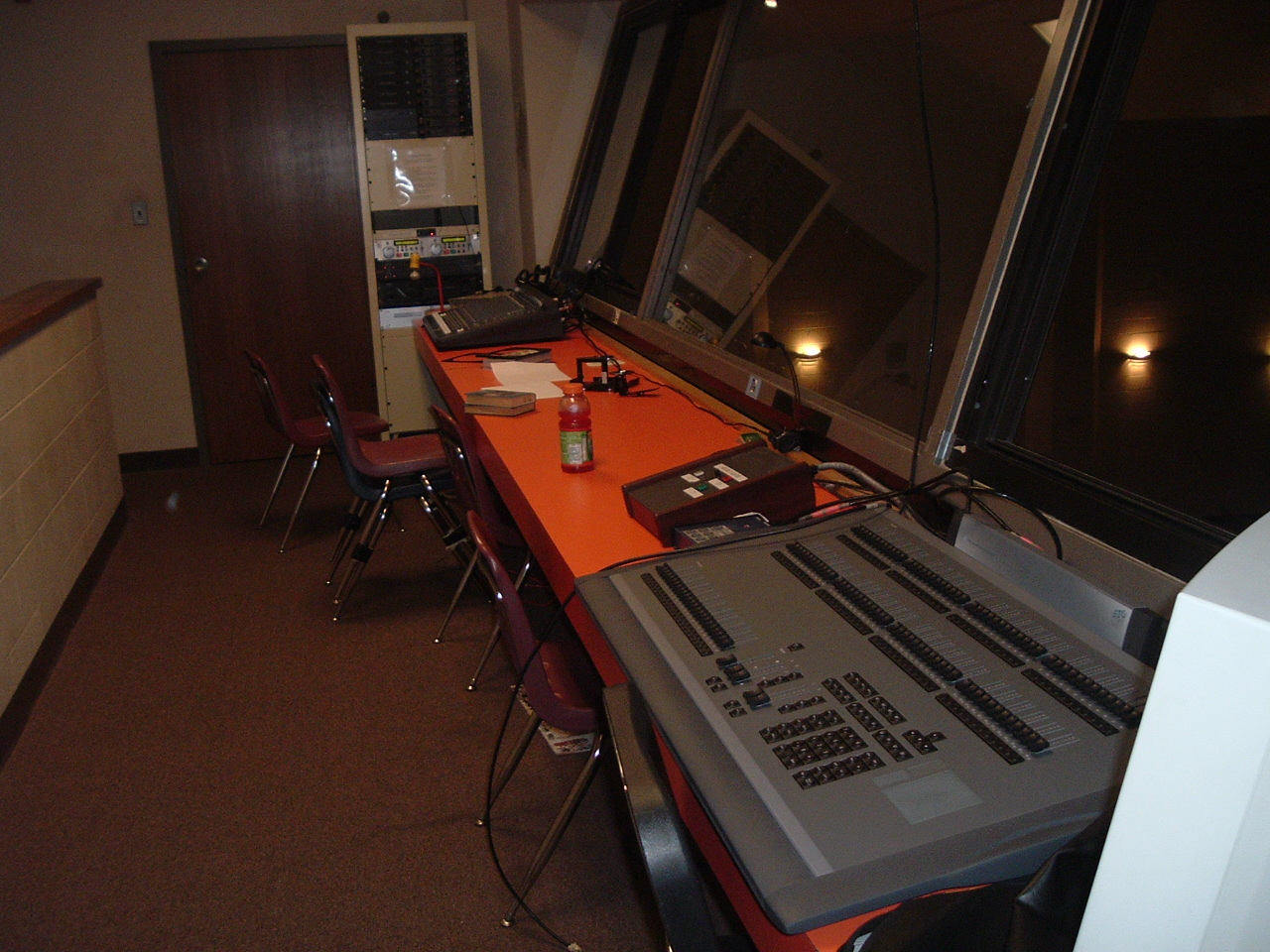
كابينة التحكم في مستوى الشرفة. المسرح على اليمين.

مقصورة التحكم أو غرفة التحكم أو صندوق الإضاءة أو الكابينة الفنية أو الكابينة التقنية أو المقصورة تستعمل من قبل فنيو التلفزيون أو السينما أو المسرح. هي منطقة مخصصة لتشغيل المعدات التقنية (الإضاءة والصوت) وأجهزة التحكم في الإضاءة ولوحة الصوت. في كثير من الأحيان قد توجد نقطة أو اثنتين من نقاط المتابعة في الكابينة أيضًا. في المسرح، قد توجد على شكل مساحة مغلقة بها نافذة منزلقة كبيرة مع إطلالة جيدة على المسرح المتمركز في الجزء الخلفي من المنزل. قد توجد غرفة التحكم في الطابق الأرضي أو على مستوى الشرفة. في فيلم أو إنتاج تلفزيوني، قد توجد في مقطورة أو مساحة أخرى بالقرب من الاستوديو.
صممت مقصورة التحكم لكي توفر رؤية جيدة لمشغلي الصوت والإضاءة دون التواجد في المسرح. هذا يعطيهم القدرة على التحدث بأريحية مع زملائهم في المقصورة، وكذلك فريق إدارة المسرح وأعضاء الطاقم الآخرين عبر سماعة الاتصالات. تسمح الكابينة المُغلقة في القاعة أيضًا باستخدام معدات صاخبة، خاصة أجهزة الكمبيوتر ومكاتب الإضاءة القائمة على الكمبيوتر، والتي تتطلب مراوح مدمجة من أجل العمل بشكل صحيح. الجانب السلبي لوجود كابينة مغلقة هو أنه قد يكون من الصعب على مهندس الصوت دمج الاصوات دون أن يتمكن من سماع ما يحدث على المسرح. في هذه الحالة، قد يتم إعداد طاولة منفصلة في المسرح لمهندس الصوت.
في بعض المسارح الأصغر وقاعات المدارس يمكن العثور أحيانًا على كابينات التحكم أعلى المسرح أو بجانبه. يتيح ذلك مساحة في الجزء الخلفي من القاعة لمزيد من المقاعد، أو منطقة بهو أفضل / أكبر.في المسارح القديمة، قبل ظهور تكنولوجيا التعتيم التي تستدخم الثايرستور ومكاتب إلكترونية متكاملة كان هنالك حد على طول المسافة بين تحكمات الإضاءة والمعتمات لذلك كانت الكابينة بالقرب من المسرح
في بعض المسارح، يتم تقسيم كابينة التحكم إلى مجموعة من الغرف، مما يسمح لكل عنصر من العناصر الفنية للإنتاج بمساحته المخصصة. من المرجح أن يكون هذا هو الحال بشكل خاص حيث ينتج المسرح عروض تتطلب مزجًا صوتيًا حيًا بدلاً من مجرد تأثيرات مسجلة مسبقًا، حيث يحتاج مشغل الصوت إلى أن يكون قادرًا على سماع الصوت في القاعة، وبالتالي لا يتم عزله عنه. قد يكون عامل الإضاءة أو مشغل نقطة المتابعة أو عارض العرض. في بعض المسارح التي تحتوي على شرفة واحدة أو أكثر، قد تُمنح النقاط التالية غرفًا خاصة بها فوق أعلى شرفة، مع وجود كشك الإضاءة عادةً في الأسفل في الجزء الخلفي من الأكشاك أو الشرفة الأولى. في حالات نادرة؛ مثل المسارح ذات الميزانية المنخفضة أو تلك الموجودة في المدارس الصغيرة أو القديمة، فإن كابينة التحكم ليست مغلقة كمساحة خاصة بها، بل هي جزء من مسرح الجلوس. مع ذلك، طريقة الإعداد هذه لا تستعمل لأنها تقيد إمكانية التواصل الفعال بين الطاقم التقني مع منطقة الكواليس من دون التشويش على المسرح.

## محتويات
تحتوي الغرفة على مجموعة متنوعة من المعدات المستخدمة في إنتاج العروض المسرحية. على الرغم من أن غرف التحكم تختلف اختلافًا كبيرًا من مكان إلى آخر، إلا أن معظمها يحتوي على لوحة إضاءة وأحيانًا لوحة صوتية. تحتوي معظم غرف التحكم على سماعة اتصال داخلي واحدة على الأقل تستخدم للتواصل مع طاقم الكواليس أثناء العروض. قد تحتوي الغرفة أيضا على رفوف للمعدات للإضاءة وأجهزة الصوت.